# Allied Irish Banks

Ehemaliges Logo der Allied Irish Banks

Die Allied Irish Banks (AIB) sind eine irische Geschäftsbankengruppe. Sie zählt zu den vier größten Geschäftsbanken Irlands und betreibt eines der größten Filialnetze Irlands. Die Bankengruppe wurde 1966 durch den Zusammenschluss der Provincial Bank, der Royal Bank of Ireland und der Munster & Leinster Bank gegründet. Der Hauptsitz der Allied Irish Banks befindet sich in Dublin, Irland. Die Aktien des Unternehmens sind Teil des ISEQ Overall Index an der Euronext Dublin sowie des Index Euronext 100 der Mehrländerbörse Euronext.
Die Allied Irish Banks beschäftigen weltweit nahezu 26.000 Mitarbeiter (Stand 2007). Im Zuge der Finanzkrise wurde die Bank 2009 von der irischen Regierung mit einem finanziellen Rettungspaket in Höhe von 3,5 Milliarden Euro gestützt und ging zu 19 Prozent in Staatseigentum über; im Dezember 2010 stellte der Staat ein weiteres Rettungspaket in Höhe von 3,7 Milliarden Euro zur Verfügung und übernahm die Kontrolle über die Bank.
Ab 2017 begann der irische Staat mit der Privatisierung der zuvor verstaatlichten Bankengruppe. Die AIB-Gruppe vollzog noch im selben Jahr ein IPO.